# Igreja Evangélica de Camarões
A Igreja Evangélica de Camarões (em francês: Église évangélique du Cameroun e em Inglês: Evangelical Church of Cameroon) é uma denominação reformada continental em Camarões, fundada por missionários da Missão Basel e Sociedade Missionária Evangélica de Paris, da Igreja Reformada Francesa. A denominação foi formalmente constituída em 1951 e tornou-se totalmente autônoma em 1957.

## História
O trabalho missionário que resultou na formação da Igreja Evangélica dos Camarões começou por missionários afro-americanos da Jamaica. Eles se juntaram ao trabalho da Sociedade Missionária Batista de Londres na área, em 1845. Depois de 1884, quando o território ficou sob domínio alemão, a Missão Basileia assumiu o controle da missão.
Após a derrota da Alemanha na Primeira Guerra Mundial, Camarões foi dividido em dois territórios sob mandato da Liga das Nações. Na parte do país colocada sob o mandato francês, a Sociedade Missionária Evangélica de Paris substituiu a Missão Basileia. Das suas obras nasceu a Igreja Evangélica dos Camarões, oficialmente constituída em 1951 e autonomizada em 1957. A igreja expandiu-se e cresceu muito rapidamente, sobretudo nas regiões de Bamileke e Bamoun e no sul.
Em 2022, estimou-se que a denominação tinha 2,5 milhões de membros, em 700 congregações.

## Doutrina
A igreja subscreve o Credo dos Apóstolos e o Credo Niceno. Além disso, permite a ordenação de mulheres.

## Relações Inter-Eclesiásticas
A igreja é membro do Concílio Mundial das Igrejas  e Comunhão Mundial das Igrejas Reformadas..